# Bob Hall
Robert " Bob " Hall (né le 13 juin 1942 à West Byfleet, dans le comté de Surrey, en Angleterre), est un pianiste anglais de boogie-woogie. Il a longtemps collaboré avec Alexis Korner et Savoy Brown. Il a aussi régulièrement travaillé avec le bluesman Dave Kelly et sa sœur, Jo Ann Kelly.

## Carrière
Bob Hall est le membre fondateur de plusieurs groupes de blues britanniques, dont The Groundhogs, Tamp, The Sunflower Blues Band et The De Luxe Blues Band. Il a aussi travaillé et enregistré avec des artistes tels que Peter Green, Danny Kirwan et Mick Fleetwood, de Fleetwood Mac.  Il a également été le pianiste de Savoy Brown de 1965 à 1979 et a joué avec The Blues Band aux côtés de Paul Jones, Dave Kelly et Tom McGuinness.
Hall est aussi un membre fondateur, avec Ian Stewart, du Boogie Woogie Big Band, qui deviendra Rocket 88. De nombreux musiciens ont intégré le groupe, dont des grands noms du jazz tels que Hal Singer, Don Weller et Dick Morrissey, ainsi que Charlie Watts, Alexis Korner ou encore Jack Bruce.
Bob Hall a aussi collaboré avec des grands du blues tels que John Lee Hooker, Howlin’ Wolf, Little Walter, Jimmy Witherspoon, Chuck Berry, Homesick James, Lightnin' Slim, Lowell Fulsom, Charlie Musselwhite, Snooky Pryor, J. B. Hutto, Lazy Lester, Dave Peabody, Baby Boy Warren, Eddie "Guitar" Burns, Eddie Taylor, Big John Wrencher, Mickey Baker et Eddy Clearwater.
Depuis 2011, il fait partie du groupe Ric Lee's Natural Born Swingers aux côtés de Ric Lee (Ten Years After), Danny Handley (Animals & Friends) et Scott Whitley (Animals & Friends, Big Country). En 2012, la formation a sorti un album, Put A Record On. 
Spécialiste du blues et du boogie-woogie, Bob Hall a participé à plusieurs magazines et livres, a contribué à un certain nombre de magazines et de livres, et il écrit les textes des pochettes d'albums pour la série piano blues de Yazoo Records. Il travaille aussi également sur la partie dédiée au piano de The Routledge encyclopedia of the Blues.